# Volt, star malgré lui
Pour les articles homonymes, voir Volt (homonymie) et Bolt.
Série Classiques d'animation Disney
Bienvenue chez les Robinson
(2007) La Princesse et la Grenouille
(2009)
Pour plus de détails, voir Fiche technique et Distribution.
Volt, star malgré lui ou Volt au Québec (Bolt) est le 111e long métrage d'animation et le 48e « Classique d'animation » des studios Disney, sorti en 2008 et réalisé par  Chris Williams et Byron Howard.

## Synopsis
Penny et son chien Volt sont les personnages principaux d'une série canine à succès, Volt, où ils passent leur temps à échapper aux plans du diabolique Docteur Calico. Pour que cela soit le plus réaliste possible, les producteurs de l'émission ont trompé Volt toute sa vie, en lui faisant croire que tout ce qui se passe dans la série est réel. Les distributeurs de la série trouvent le scénario trop prévisible, suivant un schéma classique où l'héroïne est en danger puis sauvée in extremis par le chien héros. D'ailleurs, dans les groupes de discussions, la tranche d'âge 18-35 ans affirme ne pas aimer que cela se termine systématiquement bien. Ils décident alors que dans l'épisode suivant Penny sera enlevée par le Docteur Calico. Une fois le tournage de cet épisode terminé, l'agent de Penny ne la laisse pas aller voir Volt pour le calmer afin qu'il continue de croire qu'elle est entre les mains du Docteur Calico.
Alors qu'on a remis Volt dans sa loge, il entend, par une fenêtre entre-ouverte, la voix de Penny qui crie au secours (il s'agit en fait d'un monteur qui repasse en boucle un extrait de l'épisode). Il s'enfuit par cette fenêtre et part à sa recherche dans le studio d'enregistrement, il tombe dans une boîte de stire-mousse qu'un déménageur expédie directement à New York. Volt cherche Penny, complètement paniqué, et rencontre une chatte de gouttière blasée nommée Mitaine et un de ses plus grands fans, un hamster nommé Rhino, coincé dans une balle transparente. Ensemble, les trois amis traversent les États-Unis de la côte Est à la côte Ouest pour retourner à Hollywood, à la recherche de la pauvre Penny. Mais Volt devra faire face à la dure réalité : ses pouvoirs et sa force n'existent pas !

## Fiche technique
- Titre original : Bolt
- Titre français : Volt, star malgré lui
- Titre québécois : Volt
- Réalisation : Byron Howard et Chris Williams
- Scénario : Dan Fogelman, Chris Williams, Byron Howard et Jared Stern
- Animation : Lino DiSalvo
- Musique : John Powell
- Production : John Lasseter et Clark Spencer
- Société de production : Walt Disney Pictures
- Société de distribution : Buena Vista Pictures Distribution
- Pays de production :  États-Unis
- Langue originale : anglais
- Genre : animation
- Durée : 96 minutes
- Budget : 150 000 000 $
- Dates de sortie :
  - États-Unis : 7 novembre 2008
  - Canada : 7 novembre 2008
  - France : 4 février 2009

## Distribution

### Voix originales
- John Travolta : Volt
- Susie Essman : Mittaine
- Mark Walton : Rhino
- Miley Cyrus : Penny

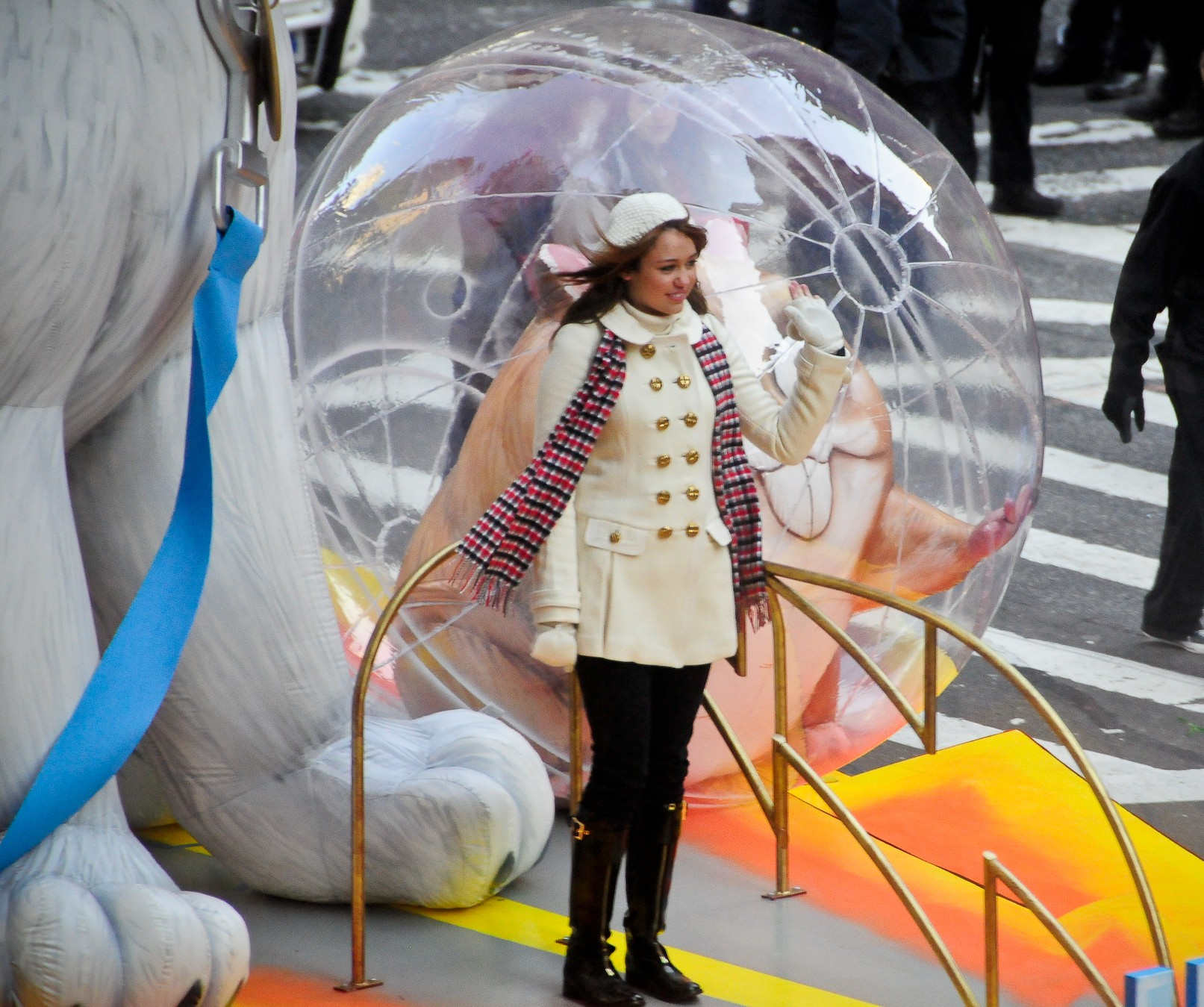
Miley Cyrus pour la promotion du film.

- Malcolm McDowell : le docteur Calico
- Greg Germann : l'agent
- James Lipton : le producteur
- Nick Swardson : Blake
- Chloë Grace Moretz : Penny jeune
- John DiMaggio : Saul
- Randy Savage : Thug
- Kari Wahlgren : Mindy
- Grey DeLisle : la mère de Penny
- Sean Donnellan : le père fictif de Penny
- J. P. Manoux : Tom
- Brian Stepanek : Martin
- Jeff Bennett : Lloyd Spoon
- Daran Norris : Louie
- Diedrich Bader : le chat vétéran

### Voix françaises
- Richard Anconina : Volt
- Marie Vincent : Mittaine, la chatte de gouttière
- Gilles Lellouche : Rhino, le hamster
- Camille Donda : Penny
- Caroline Beaune : Mindy, la directrice de la programmation
- Éric Herson-Macarel : le docteur Calico
- Pierre Tessier : l'agent
- Boris Rehlinger : le réalisateur de la série
- Omar Sy : le chat noir maigre / Joey / Bobby / Tom / Billy
- Fred Testot : le gros chat siamois / Vinnie / Blake
- Pascale Montreuil : un soliste
- Guillaume Lebon : Louis, le pigeon
- Nathanel Alimi : l'assistant-réalisateur
- Clara Quilichini : la remplaçante de Penny

### Voix québécoises
- Claude Legault : Volt
- Johanne Garneau : Mittaine
- Guy Jodoin : Rhino
- Frédérique Dufort : Penny
- Denis Bernard : le docteur Calico
- Alain Zouvi : l'agent de Penny
- Patrice Dubois : Blake
- Michèle Lituac : Mindy, la directrice de la programmation
- Élise Bertrand : la mère de Penny
- Guy Nadon : Vinnie
- Hugolin Chevrette : Louie
- Ludivine Reding : Penny jeune
- Laurent Paquin : le chat maigre et noir
- Tristan Harvey : le gros chat siamois
- Anne Dorval : Esther, la réceptionniste de la fourrière
- Pierre Auger : Lloyd Spoon, le gardien de la fourrière
- François Godin : le père fictif de Penny
- François Sasseville : Tom
- Stéfanie Dolan : la promeneuse de chiens
- Pascale Montreuil : un soliste

Source : Doublage.qc.ca et DVD

## Chansons du film
- Un chat, un chien et un rongeur (Barking at the Moon) - Soliste P Montreuil. Adaptation et direction musicale: Marc Bacon
- I Thought I Lost You (générique de fin) - Miley Cyrus et John Travolta
- La version japonaise a un thème final différent appelé "Onaji Sora wo Miageteru" ("Je regarde le même ciel") de Natsu Kai[1].

## Commentaire
Chris Sanders, le créateur de Lilo et Stitch (2002), devait réaliser le film, mais il fut remercié par le nouveau responsable du secteur animation de Walt Disney Pictures, John Lasseter. C'est finalement Chris Williams, coscénariste de Kuzco, l'empereur mégalo (2000), qui hérite du projet.
Le titre de travail American Dog a été abandonné pour ne pas confondre avec le long métrage en prises de vues réelles produit également par les Studios Disney, Underdog (2007).

## Box-office international
- 114 053 579 $ aux États-Unis (26 223 128 $ pour le premier week-end).
- 308 332 675 $ de recettes dans le monde entier.

## Box-office France
| Semaine du               | France | France  | France    | Paris   |
| Semaine du               | Place  | Entrées | Cumul     | Cumul   |
| ------------------------ | ------ | ------- | --------- | ------- |
| 4 février au 10 février  | 3e     | 727 387 | 727 387   | 129 465 |
| 11 février au 17 février | 2e     | 716 757 | 1 444 144 | 266 106 |
| 18 février au 24 février | 3e     | 626 813 | 2 070 957 | 395 499 |
| 25 février au 3 mars     | 3e     | 392 843 | 2 463 800 | 489 729 |
| 4 mars au 10 mars        | 7e     | 231 877 | 2 695 677 | 522 473 |
| 11 mars au 17 mars       | 15e    | 60 066  | 2 755 743 | 538 697 |
| 18 mars au 24 mars       | 15e    | 50 504  | 2 806 247 | 547 505 |
| 25 mars au 31 mars       | 16e    | 31 707  | 2 837 954 | 554 560 |

En France, le film a cumulé 727 387 entrées lors de sa première semaine d'exploitation, score légèrement inférieur à celui de WALL-E, le précédent film Pixar, qui avait rassemblé 925 900 entrées lors de sa première semaine.

## Sortie vidéo
- DVD : 4 août 2009
- Blu-ray : 4 août 2009 (Édition Spéciale Blu-ray + DVD)